# Rezun
Rezun – w języku staropolskim w znaczeniu morderca, zabójca, siepacz, zapożyczenie z języka ukraińskiego od wyrazu rizun, (ukr. різун), oznaczającego rzeźnika. 
Od czasu rzezi wołyńskiej (1943–1944) i czystki etnicznej w województwach lwowskim, tarnopolskim i stanisławowskim (1944) rezun jest to stereotypowe, potoczne określenie członków Ukraińskiej Powstańczej Armii (UPA), Organizacji Ukraińskich Nacjonalistów (OUN), Samoobronnych Kuszczowych Widdiłów (SKW) i innych ukraińskich formacji, uczestniczących w mordowaniu polskiej ludności cywilnej.